# Melissa Cobb
Melissa Cobb ist eine US-amerikanische Filmproduzentin. Bekannt wurde sie vor allem mit der Produktion der Animationsfilmreihe Kung Fu Panda bei DreamWorks Animation. Von 2017 bis 2022 wirkte sie als Leiterin der Animationsfilm-Abteilung von Netflix.

## Leben
Melissa Cobb hält einen Bachelor of Science der Stanford University und einen Master of Business Administration der Anderson Graduate School of Management der UCLA.
Sie begann ihre Karriere mit der Produktion von Theaterinszenierungen wie Greater Tuna und ist seit Anfang der 1990er Jahre in der Filmproduktion tätig, wobei sie zunächst als Produktionsleiterin oder Associated Producer an kleineren Filmproduktionen beteiligt war. Von 1990 bis 1992 war sie Vice President of Production bei I.R.S. Media, wo sie die Produktion und Stoffentwicklung für verschiedene Filme verantwortete.
Später folgten Tätigkeiten für The Walt Disney Company (1992–1996), Fox Animation (1996–2001) und VH1 (2001–2004). Danach wechselte Cobb zum Animationsstudio DreamWorks Animation, wo sie 2008 die Produktion des international erfolgreichen Films Kung Fu Panda verantwortete. Der Film spielte weltweit 632 Mio. US-Dollar an den Kinokassen ein und erhielt bei der Oscarverleihung 2009 eine Nominierung als Bester Animationsfilm. Cobb produzierte auch die Nachfolger Kung Fu Panda 2 (2011) und Kung Fu Panda 3 (2016) und fungierte als Executive Producer für zahlreiche Ableger der Filmreihe, darunter diverse Kurzfilme und Fernsehspecials. An der Fernsehserie Kung Fu Panda – Legenden mit Fell und Fu (2011–2015) wirkte Cobb als Kreativberaterin mit.
Von 2016 bis 2017 war Cobb Chief Creative Officer and Head of Studio von Oriental DreamWorks in Shanghai, wo sie die Mandarin-Synchronisation von Kung Fu Panda 3 und die Entwicklung der Animationsfilme Everest – Ein Yeti will hoch hinaus und Die bunte Seite des Monds verantwortete.
Im September 2017 wechselte Cobb zu Netflix, wo sie als Vice President, Kids & Family zunächst das Team für die Entwicklung des Kinder- und Familien-Contents des Streaming-Dienstleisters leitete. Cobb berichtete dort direkt an Ted Sarandos. Später wurde sie Vice President, Original Animation und war dabei als Executive Producer unter anderem an der Produktion von Filmen wie Zurück ins Outback, Apollo 10 ½: Eine Kindheit im Weltraumzeitalter und Das Seeungeheuer beteiligt. Mit Die Mitchells gegen die Maschinen gelang ihr im April 2021 ein großer Erfolg, der binnen kurzer Zeit über 53 Millionen Mal gestreamt wurde und so der bis dato erfolgreichste Animationsspielfilm des Streaming-Dienstleisters wurde.
Nach einer Reorganisation der Netflix Animationsfilmabteilung ist Cobb seit August 2022 als freie Filmproduzentin tätig, wobei sie zunächst vor allem weiter Projekte für Netflix entwickelt.

## Filmografie (Auswahl)
Produzent
- 2004: 30 Days Until I’m Famous – In 30 Tagen berühmt (30 Days Until I’m Famous, Fernsehfilm)
- 2008: Kung Fu Panda
- 2010: Kung Fu Panda: Ein schlagfertiges Winterfest (Kung Fu Panda Holiday, Fernsehkurzfilm)
- 2011: Kung Fu Panda 2
- 2016: Kung Fu Panda 3

Executive Producer
- 2002: Achtung: Nicht jugendfrei! (Warning: Parental Advisory, Fernsehfilm)
- 2002: Play'd: A Hip Hop Story (Fernsehfilm)
- 2002: They Shoot Divas, Don't They? (Fernsehfilm)
- 2008: Kung Fu Panda: Das Geheimnis der furiosen Fünf (Kung Fu Panda: Secrets of the Furious Five, Kurzfilm)
- 2011: Kung Fu Panda: Die Geheimnisse der Meister (Kung Fu Panda: Secrets of the Masters, Kurzfilm)
- 2016: Kung Fu Panda: Die Geheimnisse der Schriftrolle (Kung Fu Panda: Secrets of the Scroll, Kurzfilm)
- 2021: Meine Stadt der Geister (City of Ghosts, Fernsehserie)
- 2021: Centaurworld (Fernsehserie)
- 2021: Zurück ins Outback (Back to the Outback)
- 2022: Apollo 10 ½: Eine Kindheit im Weltraumzeitalter (Apollo 10 ½: A Space Age Childhood)
- 2022: Das Seeungeheuer (The Sea Beast)
- 2023: Ghee Happy (Fernsehserie)

## Auszeichnungen
- 2016: U.S.-China Film Collaboration Award der Asia Society[1]
- 2019: Women in Animation Diversity Award des SPARK Animation Festival[10]